# سلمون مسنن (فصيلة)
السلمون المسنن (الاسم العلمي: Serrasalmidae) هي فصيلة من الأسماك ذات الشكل الشكلي، والتي ارتقت مؤخرًا إلى مرتبة الأسرة. تضم أكثر من 90 نوعًا. الاسم يعني "عائلة السلمون المسنن"، والتي تشير إلى العارضة المسننة التي تسير على طول بطن هذه الأسماك. تُعرف الأسماك المصنفة على أنها Serrasalmidae أيضًا بهذه الأسماء الشائعة: pacu و piranha و silver dollar. تحدد هذه الأسماء الشائعة عمومًا خصائص الأسنان وعادات التغذية المختلفة.